# Dai Nipponjin
Dai Nipponjin (大日本人, Gran japonès), comercialitzada internacionalment com Big Man Japan és una pel·lícula japonesa kaiju del 2007 escrita, protagonitzada i dirigida per Hitoshi Matsumoto. Va ser ben rebuda per la crítica als Estats Units, després de molts mesos de projeccions en diversos festivals i esdeveniments cinematogràfics.

## Trama
La pel·lícula pren la forma d'un fals documental que segueix Masaru Daisatou. Daisatou és un ciutadà japonès totalment normal excepte per una capacitat heretada de créixer fins a una alçada d'aproximadament 30 metres en resposta a l'aplicació d'electricitat d'alta tensió. Com el seu pare i el seu avi abans que ell, Daisatou ha acceptat el deure de protegir el Japó contra diversos monstres gegants mentre treballava per a una subdivisió del ministeri de defensa anomenada el Ministeri de Prevenció de Monstres. Les batalles amb el monstre es retransmeten per televisió i les qualificacions semblen baixar o augmentar segons l'esdeveniment, la majoria dels monstres tenen habilitats obscures i, en general, els derrota. Malgrat els seus grans poders, es veu cada cop més burlat pels seus conciutadans mentre lluita sota la càrrega d'estar a l'altura d'un llinatge heroic que eclipsa cada cop més els seus propis èxits mediocres com a lluitador de monstres. Per complicar encara més les coses, està profundament allunyat de la seva pròpia dona i fill, que no viuen amb ell. Finalment, es troba amb un monstre especialment formidable, que es diu que no és del Japó sinó de Corea. Ell fuig d'això, la qual cosa li proporciona més ridícul. Finalment, rep l'ajuda d'altres lluitadors de monstres per desafiar-lo.

## Repartiment
| Actor              | Paper                        |
| ------------------ | ---------------------------- |
| Hitoshi Matsumoto  | Masaru Daisatō/Big Man Japan |
| Riki Takeuchi      | Monstre saltador             |
| Ua                 | Manager Kobori               |
| Ryūnosuke Kamiki   | monstre jove                 |
| Haruka Unabara     | Monstre estrangulador        |
| Tomoji Hasegawa    | Entrevistador                |
| Itsuji Itao        | Monstre pudor femení         |
| Hiroyuki Miyasako  | Mare de la Super Justícia    |
| Takayuki Haranishi | Monstre de pudor masculí     |
| Daisuke Miyagawa   | Super Justícia               |
| Takuya Hashimoto   | Midon                        |
| Taichi Yazaki      | L'avi de Masaru/el quart     |
| Shion Machida      | L'exdona de Masaru           |
| Atsuko Nakamura    | Propietària de bar Azusa     |
| Daisuke Nagakura   | L'avi de Masaru (jove)       |
| Motohiro Toriki    | El pare de Masaru/el cinquè  |
| Keidai Yano        | Jove Masaru                  |
| Junshirō Hayama    | Sacerdot Shintō              |

## Estrena als Estats Units
Magnolia Pictures va donar a la pel·lícula un llançament limitat l'abril de 2008. Va ser llançat en DVD el 28 de juliol de 2009.

## Recepció
Rotten Tomatoes, un agregador de ressenyes, informa que el 78% dels 32 crítics enquestats van donar a la pel·lícula una crítica positiva; la valoració mitjana és de 6,4/10. El consens del lloc és: "L'indescriptiblement estrany fals documental d'Hitoshi Matsumoto està innegablement inspirat." Metacritic l'ha puntuat 62/100 basant-se en 13 ressenyes. Roger Ebert va dir que la pel·lícula era "molt divertida d'una manera insidiosa" i li va donar tres estrelles i mitja de quatre.

## Remake estatunidenc
El juny de 2011, The Hollywood Reporter va escriure que hi havia un remake en procés. Es va informar que Phil Hay, Ugur Demir i Matt Manfredi estaven escrivint el guió i Neal H. Moritz el productor.<